# Li Yanfu
Li Yanfu (1 de julio de 1975) es una deportista china que compitió en judo. Ganó dos medallas en el Campeonato Asiático de Judo de 1997 en las categorías de –72 kg y abierta.

## Palmarés internacional
| Campeonato Asiático | Campeonato Asiático | Campeonato Asiático | Campeonato Asiático |
| Año                 | Lugar               | Medalla             | Categoría           |
| ------------------- | ------------------- | ------------------- | ------------------- |
| 1997                | Manila (Filipinas)  | Medalla de oro      | –72 kg              |
| 1997                | Manila (Filipinas)  | Medalla de plata    | Abierta             |